# Gruppo Nomura
Il Gruppo Nomura (野村グループ Nomura Gurūpu?) ex Nomura zaibatsu (野村財閥) è una conglomerata multinazionale giapponese o zaibatsu di servizi finanziari, gestione finanziaria, aziende di consulenza con sede nel distretto di Nihombashi a Tokyo in Giappone.
Il gruppo è coinvolto in numerosi settori industriali, dal petrolio e il gas, all'edilizia, dalla chimica a beni di consumo a basso costo e per i servizi finanziari, motivo per la quale è conosciuta in tutto il mondo, attraverso Nomura Holdings.

## Membri del gruppo
- Nomura Holding America Inc.,[1] opera come filiale di Nomura Holdings, Inc.
- Nomura Europe Holdings plc,[2] opera come filiale di Nomura Holdings, Inc.
- Nomura Asia Holding N.V.,[3] opera come filiale di Nomura Holdings, Inc.
- Nomura Securities Co., Ltd., opera come filiale di Nomura Holdings, Inc.
- Nomura Asset Management Co., Ltd.
- The Nomura Trust & Banking Co., Ltd.
- Nomura Babcock & Brown Co., Ltd.
- Nomura Capital Investment Co., Ltd.
- Nomura Investor Relations Co., Ltd.
- Nomura Principal Finance Co., Ltd.
- Nomura Funds Research And Technologies Co., Ltd.
- Nomura Research & Advisory Co., Ltd.
- Nomura Business Services Co., Ltd.
- Nomura Facilities, Inc.
- Nomura Institute of Capital Markets Research
- Nomura India Services Pvt. Ltd.
- Nomura Healthcare
- Nomura Private Equity Capital
- Unified Partners
- Nomura Agri Planning & Advisory
- Instinet Inc.